# Andy Cyrus
Andrew Daryl Cyrus (sinh ngày 30 tháng 9 năm 1976, ở Lambeth) là một cựu cầu thủ bóng đá người Anh thi đấu ở Football League ở vị trí hậu vệ trái.